# Edith Niederfriniger
Edith Niederfriniger née le 2 juin 1971 à Merano dans la Province autonome de Bolzano en Italie est une triathlète professionnelle, championne d'Europe de triathlon longue distance en 2003 et multiple vainqueur sur Ironman.

## Biographie

### Jeunesse
Edith Niederfriniger suit des études pour devenir professeur de sport après avoir commencé en 1980 par la natation de compétition, elle est tournée vers le triathlon en 1989.

### Carrière en triathlon
Edith Niederfriniger devient membre de l’équipe nationale italienne en 1999. Cette même année, elle remporte le championnat d'Italie longue distance. Elle participe à son premier Ironman en 2002 à Francfort en Allemagne et termine à la 4e place. En 2003, elle remporte les championnats d'Europe de triathlon longue distance. En 2008, elle devient la première triathlète féminine italienne à passer sous la barre des neuf heures, lors de l'Ironman Autriche. Edith Niederfriniger pratique également le marathon, et remporte plusieurs compétition de 2003 à 2008.

### Reconversion
En juin 2014, après l'Ironman Klagenfurt, elle annonce la fin de sa carrière professionnelle. Elle est surnommée Ironfrini elle est entrainée par Fabio Vedana et suivie pendant de nombreuses années par la nutritionniste Bram van Dam.  Elle se reconvertit dans l’entrainement de triathlète et fait partie des coach enseignant selon de programme de l'équipe Trisutto de l’entraineur australien Brett Sutton.
En mars 2015 lors d'un entrainement de vélo en Afrique du Sud, elle est grièvement blessée lors d'un accident impliquant un bus transportant les membres d'une équipe locale de rugby. La perte de contrôle du véhicule entraine la mort de trois passagers et fait 28 blessés au total.

## Palmarès
Le tableau présente les résultats les plus significatifs (podium) obtenus sur le circuit international de triathlon depuis 2003.
| Année | Compétition                          | Pays           | Position           | Temps           |
| ----- | ------------------------------------ | -------------- | ------------------ | --------------- |
| 2010  | Championnat d'Europe longue distance | Espagne        | Médaille de bronze | 6 h 41 min 1 s  |
| 2010  | Ironman Malaisie                     | Malaisie       | Médaille d'argent  | 9 h 35 min 2 s  |
| 2009  | Ironman Chine                        | Chine          | Médaille d'argent  | 10 h 1 min 39 s |
| 2008  | Ironman Afrique du Sud               | Afrique du Sud | Médaille d'argent  | 9 h 27 min 53 s |
| 2007  | Ironman Autriche                     | Autriche       | Médaille d'or      | 9 h 8 min 47 s  |
| 2007  | Ironman Afrique du Sud               | Afrique du Sud | Médaille d'argent  | 9 h 47 min 2 s  |
| 2006  | Championnat d'Europe longue distance | Pays-Bas       | Médaille de bronze | 6 h 20 min 8 s  |
| 2006  | Championnat du monde longue distance | Australie      | Médaille d'argent  | 6 h 57 min 17 s |
| 2006  | Ironman France                       | France         | Médaille d'or      | 9 h 56 min 31 s |
| 2005  | Ironman Autriche                     | Autriche       | Médaille d'argent  | 9 h 33 min 23 s |
| 2004  | Ironman Brésil                       | Brésil         | Médaille d'argent  | 9 h 32 min 16 s |
| 2003  | Championnat d'Europe longue distance | Danemark       | Médaille d'or      | 6 h 40 min 24 s |
| 2003  | Ironman Autriche                     | Autriche       | Médaille d'argent  | 9 h 11 min 44 s |